# 28831 Abu-Alshaikh
28831 Abu-Alshaikh este un asteroid din centura principală de asteroizi.

## Descriere
28831 Abu-Alshaikh este un asteroid din centura principală de asteroizi. A fost descoperit pe 7 mai 2000 la Socorro, New Mexico, în cadrul proiectului LINEAR. Asteroidul prezintă o orbită caracterizată de o semiaxă mare de 2,76 ua, o excentricitate de 0,03 și o înclinație de 3,8° în raport cu ecliptica.